# Saulius Kulvietis
Saulius Kulvietis, (nascut el 14 de febrer de 1991 a Kaunas, Lituània) és un jugador de bàsquet lituà. Amb 2,04 d'alçada, el seu lloc natural a la pista és el d'aler pivot.

## Carrera esportiva
Es va formar a les categories inferiors del KKM-Aisčiai-ARTRANSA, a on va jugar fins al 2009. Va debutar a la Primera Divisió Lituana la temporada 2009-10 a les files del Perlas Vilnius, equip amb el que va jugar durant dues temporades disputant la lliga lituana i la lliga bàltica. Després passaria pel Pieno Zvaigzdes Pasvalys, amb el que es proclamà subcampió de Copa, i pel Sakalai, per fitxar el 2013 pel Utenos Juventus, en què ha romandria durant tres temporades.
A la temporada 2016-17 juga al Vytautas Prienu en què a més de la Lliga Lituana (11,8 punts, 4,4 rebots i 2,8 assistències) i la Bàltica (14,7 + 4.7 + 2,3), de la qual es va proclamar campió, disputa també la segona competició de la FIBA, l'Europe Cup, amb 11,3 punts, 3,3 rebots i 3,9 assistències amb un 46,5% en triples. L'estiu de 2017 fitxa pel Club Joventut Badalona per una temporada. El lituà serà recordat a Badalona pel triple que va aconseguir quan faltaven tres segons davant el San Pablo Burgos, que treia l'equip de la zona de descens. En acabar la temporada tornarà a Lituània, per jugar a les files del BC Lietkabelis Panevėžys.

### Selecció lituana
Va debutar amb la selecció lituana sub16 l'any 2007 a l'europeu de Creta (Grècia), on va ser bronze. També ha estat internacional amb la sub 18 a França (2009), amb la sub20 a Croàcia i Bilbao (2010 i 2011) i amb la universitària a Corea del Sud (2015).